# البنية التحتية في المغرب
البنية التحتية في المغرب هي مجموع الهياكل التنظمية والفنية المساعدة على تطور اقتصاد المغرب وهي في حالة لا بأس بها وفي تطور دائم. من أهم هاته الهياكل نجد كل من شبكة المواصلات والماء والكهرباء والإتصالات.

## المواصلات

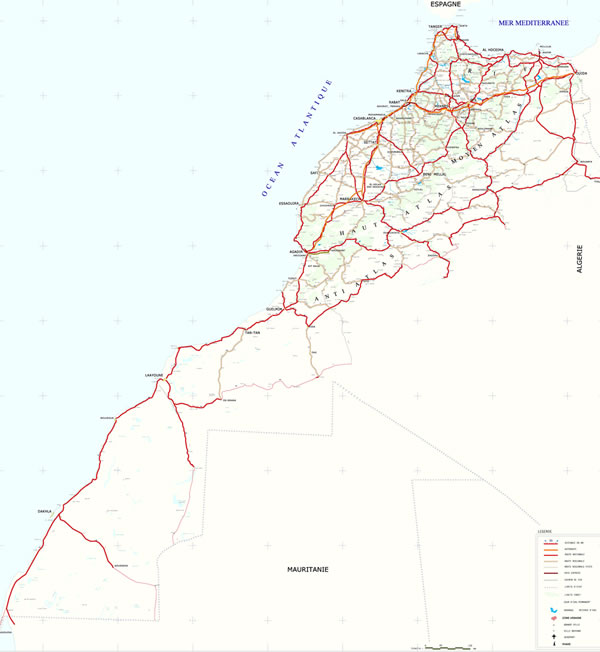
شبكة الطرق في المغرب.

شبكة المواصلات في المغرب هي في حالة لا بأس بها وواحدة من إحدى البنى الأكثر تطورا بإفريقيا. الشبكة في تطور دائم بحيث يعرف قطاع النقل خلال السنوات الأخيرة إنشاء طرق سيارة جديدة، إفتتاح ميناء طنجة المتوسط ويُعد أكبر ميناء في إفريقيا وبالإضافة إلى تحديث المطارات والموانئ البحرية.

### النقل الطرقي
يُشكل النقل البري في المغرب نسبة 75% من إجمالي نقل البضائع و 95 % من نقل المسافرين. وقد وضعت الحكومة المغربية مخططا واسعا لتحديث البنيات الطرقية في أفق تمكين البلاد من طرق قادرة على مسايرة التطور الاقتصادي والاجتماعي. ويتوفر المغرب حاليا على 57،847 كيلومترا (35،946 ميل) من الطرق الرئيسية والثانوية، منها 30،254 كلم) 800 18 ميلا) معبدة. كما يتوفر على 1800 كلم من الطرق السيارة، وتسعى السلطات حاليا إلى تسريع وتيرة إنجاز الطرق الثانوية والصغرى، من حيث تتركز الجهود على العالم القروي و المناطق الشمالية للمملكة من أجل فك العزلة عليها وإدماجها في مسلسل التنمية. مع تزايد عدد السيارات المرخصة، وشبكة الطرق، وخاصة في المناطق الحضرية، أصبحت المدن مكتظة للغاية. ووفقا للإحصاءات الرسمية، فحوادث السير المسجلة تحصد حتى 3،000 قتيل سنويا.

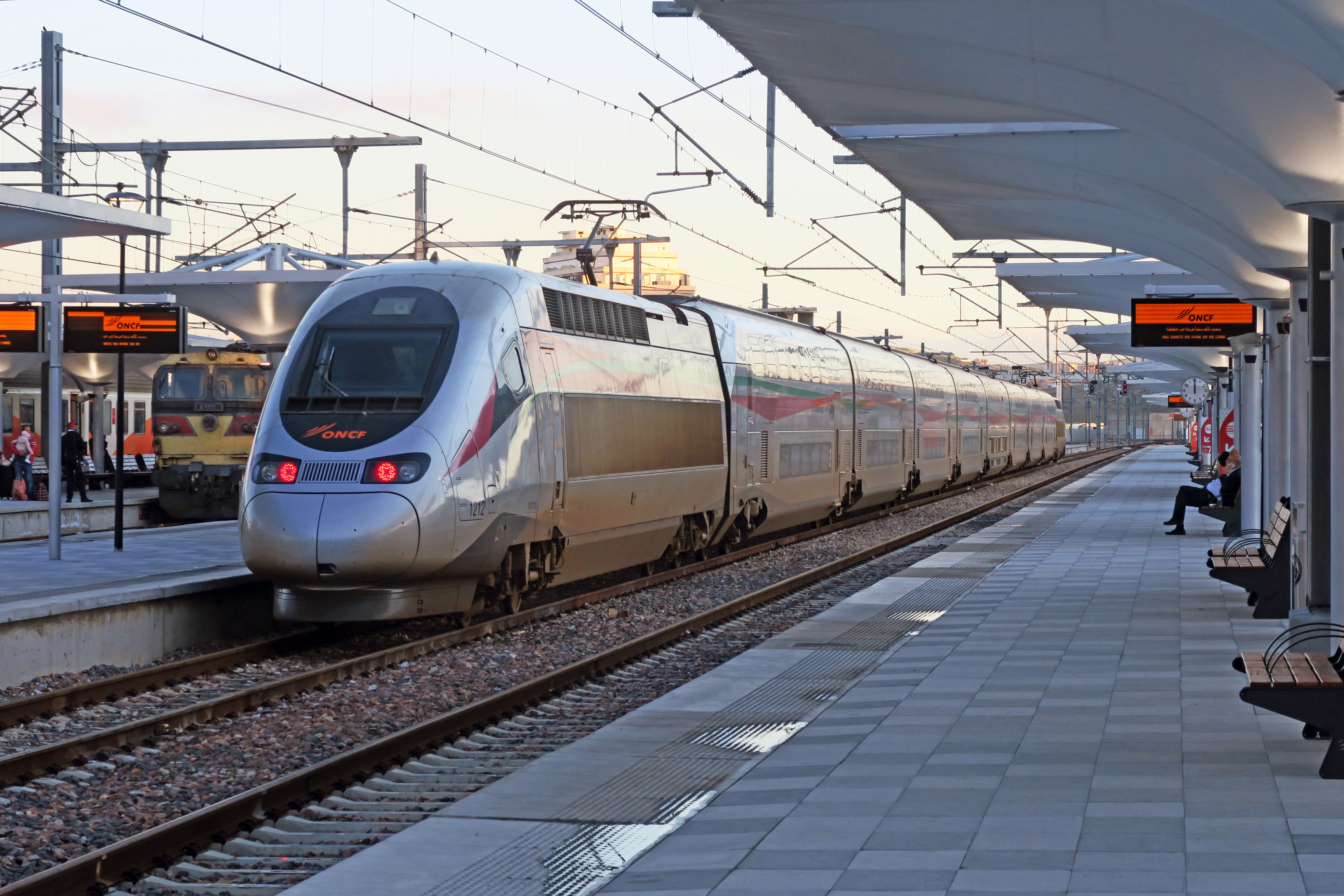
قطار البراق الفائق السرعة.

### النقل السككي
يتولى المكتب الوطني للسكك الحديدية مهمة الإشراف على استغلال شبكة السكك الحديدية في المغرب، ويرتكز نشاطه في ثلات قطاعات أساسية: نقل المسافرين (25%) والبضائع (25 %) ونقل الفوسفات من مناطق الإنتاج إلى موانئ التصدير (50 %). ويمتد طول الشبكة السككية على 1907 كلم تخترق أهم المناطق المغربية شمال مراكش. ويعمل المكتب على تطوير بنياته من خلال اقتناء قطارات جديدة والرفع من حصته في سوق نقل المسافرين التي تصل إلى 16 مليون مسافر و30 مليون طن من البضائع سنويا.
توجد بالمغرب حوالي 97 محطّة قطار وتخدم 15 مليون راكبًا في السّنة. اشترى المكتب 14 قطار فائق السرعة في 2010 وتم تدشين المشروع في أكتوبر سنة 2011 من طرف الملك محمد السادس و الرئيس الفرنسي ساركوزي في مدينة طنجة. ويربط قطار البراق الفائق السرعة بين مدينة طنجة والدار البيضاء ولاحقا مراكش.

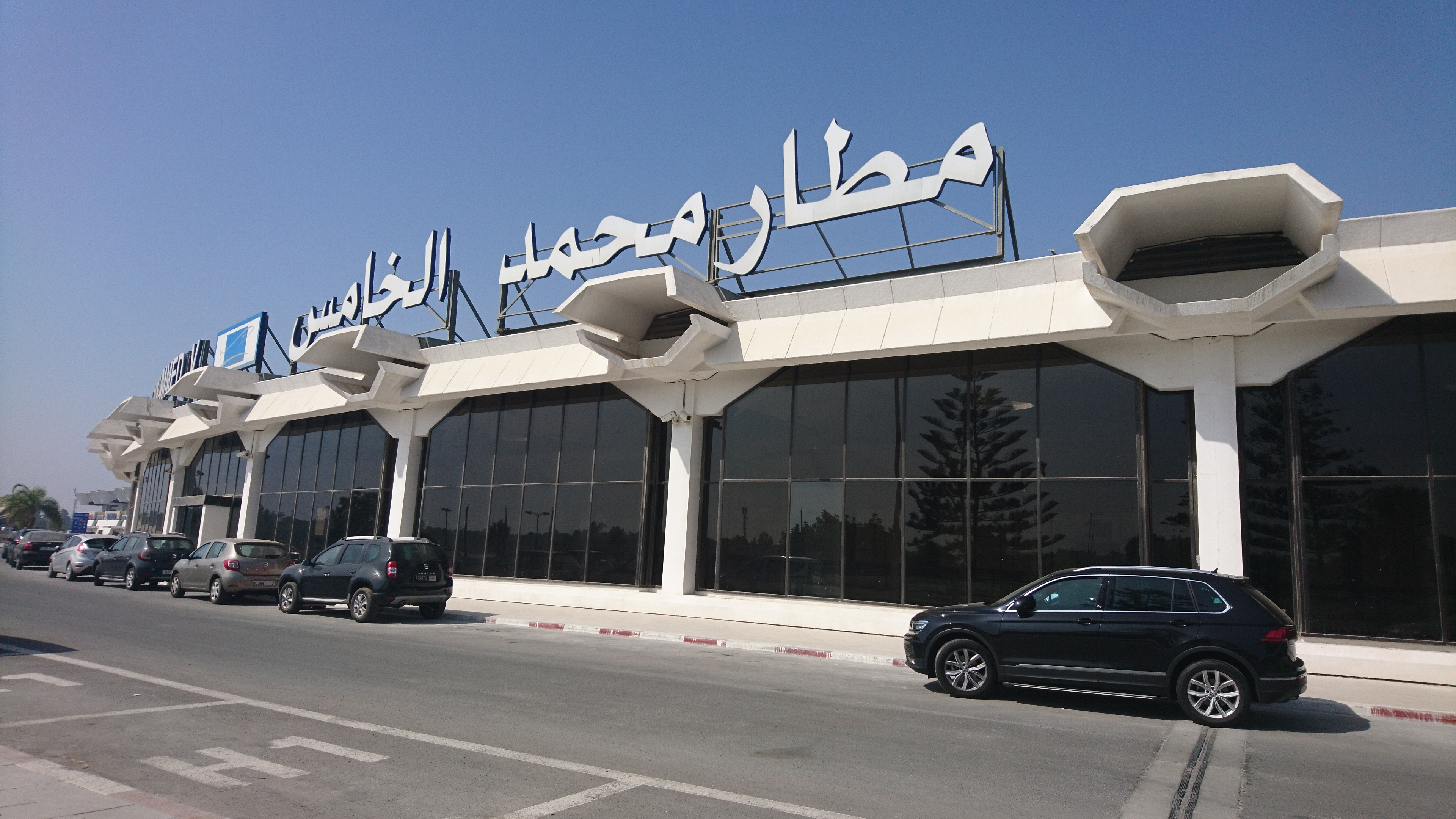
المدخل الرئيسي لمطار محمد الخامس الدولي.

### النقل الجوي
يتوفر المغرب على 23 مطارا، منها 14 مطارا تجاريا استعملت خلال سنة 2004 من طرف أكثر من سبعة ملايين مسافر. أكبرها هو مطار محمد الخامس الدولي بالدار البيضاء و الذي يحتل المرتبة الرابعة في إفريقيا من حيث عدد المسافرين وعدد شركات الطيران التي تستخدمه. ويتولى المكتب الوطني للمطارات تسيير المطارات.

### النقل البحري
يضمن النقل البحري حوالي 98 % من المعاملات التجارية الخارجية للمغرب. وتحتكر كل من موانئ الدار البيضاء والجرف الأصفر والمحمدية 72 % من حجم هذه المعاملات.
مكن توفر المغرب على 3500 كلم من السواحل من إنجاز عدد مهم من الموانئ (11 ميناء تجاريا و 11 ميناء للصيد والتجارة الداخلية و 5 موانئ ترفيهية)، ومن المؤكد أن القطاع سيعرف تطورا كبيرا مع ميناء طنجة المتوسطي ذي الأبعاد الدولية، حيث سيساهم بعد إتمام إنجازه في سنة 2007 في تمكين المغرب من تعزيز موقعه في التجارة في حوض البحر الأبيض المتوسط من خلال استقطاب حركة البواخر العابرة بين المحيط الأطلسي والبحر الأبيض المتوسط كما سيمكن من تخفيف الضغط على الموانئ الأخرى وخصوصا ميناء الدار البيضاء. عند الانتهاء الكلي من ميناء طنجة المتوسط سيصبح هذا الأخير الأكبر على الإطلاق في القارة الأفريقية ومن بين 10 الأوائل في العالم.

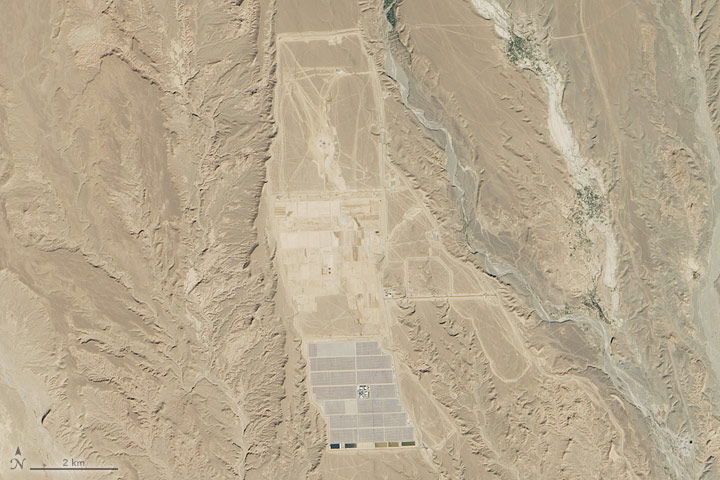
صورة لمحطة نور الأولى من الفضاء.

## الماء والكهرباء
الماء والطاقة الكهربائية موزعة من طرف المكتب الوطني للكهرباء والماء الصالح للشرب المملوك للدولة.
على الرغم من اكتشاف كميات متواضعة من احتياطي النفط في المغرب، فإن معظم الكهرباء المنتجة من الوقود المستورد ومعظمه من السعودية. إجمالي القدرة الطاقة المغربية يُقدر بنحو 13-16 مليار كيلوواط. وفي سنة 2010 قامت الحكومة ببناء المزيد من محطات الطاقة الكهربائية وزيادة القدرة لتلبية الطلبات المتزايدة للمشاريع الصناعية وتقديم خدمات الكهرباء في العالم القروي.
قام المغرب باٍنشاء محطة نور لإنتاج الطاقة الكهربائية بتقنيات الطاقة الشمسية وهي الأضخم على الإطلاق في شمال أفريقيا وهو ما سيتيح للمملكة لتصدير الطاقة الكهربائية إلى أروبا مستقبلا. كما قام بإنشاء العديد المراوح لإنتاج الكهرباء اعتمادا على الطاقة الريحية.

## الاتصالات
يتوفر المغرب على شبكة جيدة للاتصالات وهي مجهزة بكافة الإمكانات المهمة يتكون من خطوط مكشوفة وكوابل ووصلات لاسلكية تعمل بالموجات الميكروية كما توجد خدمات الانترنيت عالية السرعة.
أدت اختيارات المغرب والتي ارتكزت على الانفتاح على الأسواق الدولية إلى تحرير قطاع الاتصالات السلكية واللاسلكية وهو ما ساهم في التطور الهائل في استخدام الهاتف والشابكة (الإنترنت). تعززت هذه الوضعية مع دخول شركة ثالثة في مجال الاتصالات تدعى إنوي. وتبعا للإحصاءات فإن عدد المنخرطين في الهاتف المتنقل بلغ في مارس 2006 أزيد من 12 ملايين منخرط موزعة بين الفاعلين الأساسيين شركة اتصالات المغرب 66,45% وميديتيلكوم 33,55% من حجم السوق. وعرف الإنترنت في المغرب تطورا هاما حيث يحتل المرتبة الثانية عربيا بعد مصر بعدد مستخدمين يبلغ 4,6 مليون مستخدم أي ما يعادل 15,1% من السكان.

## الصحة
يعاني القطاع المرتبط الصحة العمومية في المغرب من مجموعة من المشاكل الناجمة عن المضاعفات الإجتماعية والمادية. فقد عرف القطاع التقليل من عدد الأطباء (0،5 لكل 1.000 نسمة) والمستشفيات (1،0 سرير لكل 1000 نسمة) وضعف فرص الحصول على المياه (فقط 82 % من السكان) والصرف الصحي (فقط 75 %).
يشمل نظام الرعاية الصحية حوالي 144 مستشفى و 2.689 مركز صحي و 6 مستشفيات جامعية. لكنها سيئة الصيانة بالإضافة إلى الافتقار إلى القدرة الكافية لتلبية الطلب على الرعاية الطبية. 24.000 سريرا فقط متاحة ل6 مليون مريض يحتاجون الرعاية الصحية كل سنة، بما في ذلك 3 ملايين من الحالات الطارئة. ميزانية الصحة هي1،1 في المئة من الناتج المحلي الإجمالي و 5،5 في المئة من ميزانية الحكومة المركزية. و يبقى عدد الأطباء بالنسبة للعدد الإجمالي للسكان أقل بكثير مقارنة بدول الجوار مثل تونس و الجزائر.
الأسباب الرئيسية للوفيات في عام 2001 بين سكان الحواضر كانت أمراض الضغط الدموية (20،4 %) ؛ أمراض فترة ما قبل وبعد الولادة (9،3 %) ؛ السرطان (8،5 %) ؛ التغذية، والامراض الايضية (7،6 %) ؛ أمراض الجهاز التنفسي (6،9 %) ؛ والامراض المعدية والطفيلية (4،7 %). وفي عام 2004 أعلن وزير الصحة أن البلد تمكّن من القضاء على مجموعة متنوعة من أمراض الطفولة، وتحديدا الدفتيريا، شلل الأطفال، الكزاز، و الملاريا، لكن أمراضا أخرى لا تزال تشكل تحديات.
رغم أنها ما زالت مرتفعة في أكثر من 40 حالة وفاة لكل 1000 مولود حى في عام 2006، فإن معدل وفيات الأطفال فوق الرابعة يظهر تحسنا كبيرا منذ عام 1981، عندما كانت تقدر ب 91 وفاة لكل 1000 ولادة حية. ووفقا لتقديرات عام 2001، ما يقرب من 0،07 في المئة من السكان الذين تتراوح أعمارهم بين 15 و 49 عاما كانوا مصابين بفيروس فيروس العوز المناعي البشري / متلازمة نقص المناعة المكتسبة (الإيدز).

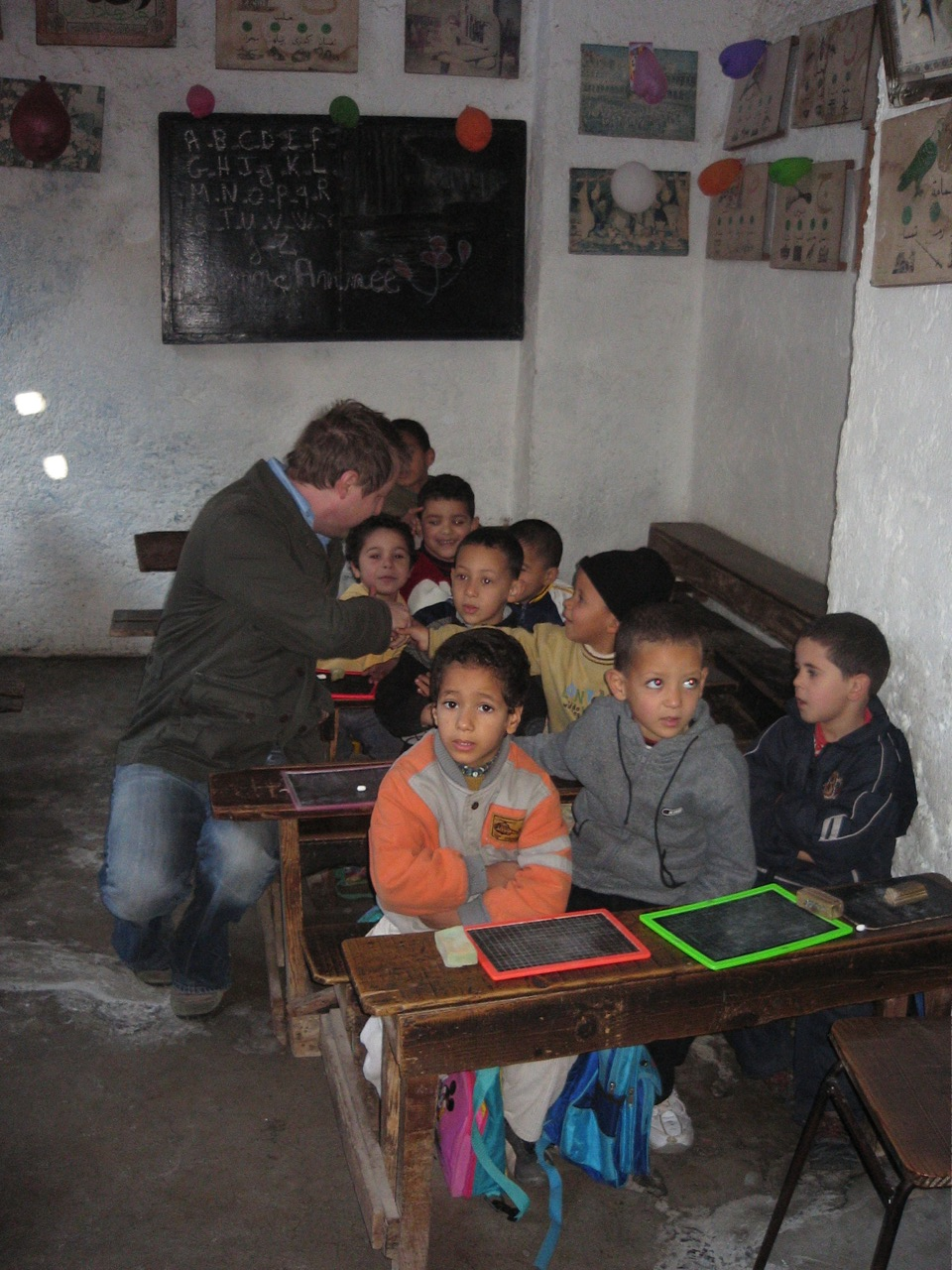
قسم مدرسي في مدينة فاس.

## التعليم
يتوفر المغرب على عدد كبير من الجامعات ومؤسسات التعليم العالي والمعاهد الفنية المنتشرة في المراكز الحضرية. جامعة محمد الخامس في الرباط هي من أهم وأكبر هذه الجامعات بفروع في الدار البيضاء و فاس. وتعتبر جامعة القرويين في فاس. من أقدم الجامعات المستمرة في منح الشهادات في العالم.
رغم العدد الكبير من الجامعات فإت نسبة الأمية لدى الراشدين المغاربة وصلت إلى 48% في عام 2004. رغم الإنجازات التي حققها التعليم ورغم مستويات التمدرس الآخذة في الارتفاع فقد صنف المغرب ضمن 21 أسوأ دولة في مجال التعليم إلى جانب عدد من البلدان الإفريقية الفقيرة جدا، حيث أقل من نصف عدد الأطفال يتعلّمون المهارات التعليمية الأساسية. وأوضحت وثيقة من لليونسكو أن أقل من نصف عدد التلاميذ في المغرب هم من يفلحون في تعلم المهارات الأساسية.